# Lenomyrmex foveolatus
Lenomyrmex foveolatus är en myrart som beskrevs av Fernandez och Palacio G. 1999. Lenomyrmex foveolatus ingår i släktet Lenomyrmex och familjen myror. Inga underarter finns listade i Catalogue of Life.